# Liste von Seen im Tschad
Dies ist eine Liste von Seen im Tschad.
| Name              | Name auf französisch | Fläche (km²) | Höhe          | maximale Tiefe |
| ----------------- | -------------------- | ------------ | ------------- | -------------- |
| Tschadsee         | Lac Tchad            | 27.000 km²   | 240 m         | 11 m           |
| Fianga-See        | Lac Fianga           | 30 km²       | 323 m         | 4 m            |
| Fitri-See         | Lac Fitri            | 500 km²      | 285 m         |                |
| Iro-See           | Lac Iro              | 110 km²      | 387 m         |                |
| Katam-See         | Lac Katam            |              | 377 m         |                |
| Léré-See          | Lac Léré             | 40,5 km²     | 231 m         | 8 m            |
| Ngara-See         | Lac N'Gara           |              |               |                |
| Ounianga-Seen     | Lacs d'Ounianga      |              |               |                |
| Teli-See          | Lac Teli             |              | 360 m         | 10 m           |
| Tibesti-Soda-Seen | Lac Tibesti Soda     |              |               |                |
| Tikem-See         | Lac Tikem            |              |               |                |
| Mare de Tizi      | Mare de Tizi         |              |               |                |
| Tréné-See         | Lac Tréne            |              |               |                |
| Yoa-See           | Lac Yoa              | 3 km²        | 378 m         | 26 m           |
| Mare de Zoui      | Mare de Zoui         |              | 600 m / 150 m |                |